# Aminata (prénom)
Pour les articles homonymes, voir Aminata.
Aminata est un prénom féminin, équivalent du prénom arabe Amina porté par la mère de Mahomet, Amina bint Wahb.
Le prénom Aminata, très populaire en Afrique de l'Ouest, figure parmi les 400 prénoms les plus donnés en France en 2016 avec une tendance stable.
Aminata signifie honnête et fidèle.

## Personnalités
Parmi les Aminata les plus célèbres, on peut citer :
- Aminata Aidara
- Aminata Bah
- Aminata Bocoum
- Aminata Charlène Traoré
- Aminata Coulibaly
- Aminata Dembélé Bagayoko
- Aminata Diagne
- Aminata Diallo (femme politique)
- Aminata Diallo (football)
- Aminata Diallo (militaire)
- Aminata Diallo Glez
- Aminata Diatta
- Aminata Diaw Cissé
- Aminata Diop
- Aminata Diouf
- Aminata Doucouré (football)
- Aminata Doucouré (handball)
- Aminata Doumbia
- Aminata Dramane Traoré
- Aminata Fall
- Aminata Fall (basket-ball)
- Aminata Faye
- Aminata Fofana Maïga
- Aminata Gueye (basket-ball, 1954)
- Aminata Gueye (basket-ball, 2002)
- Aminata Gueye (femme politique)
- Aminata Gueye (volley-ball, 1987)
- Aminata Haidara
- Aminata Kaba
- Aminata Kane
- Aminata Konaté
- Aminata Konaté (sprinteuse)
- Aminata Koné
- Aminata Makou Traoré
- Aminata Maïga Ka
- Aminata Mbaye
- Aminata Mbengue Ndiaye
- Aminata Namasia
- Aminata Nar Diop
- Aminata Ndong
- Aminata Niane
- Aminata Ouédraogo
- Aminata Pilimini Diallo
- Aminata Sabaly
- Aminata Sana Congo
- Aminata Savadogo
- Aminata Sininta
- Aminata Sophie Dièye
- Aminata Sow
- Aminata Sow Fall
- Aminata Sylla
- Aminata Sylla-Le Bouard
- Aminata Tall
- Aminata Touré (Guinée)
- Aminata Touré (femme politique allemande)
- Aminata Traoré
- Aminata Traoré Bagayoko
- Aminata Zerbo-Sabané